# Kocanki ogrodowe
Kocanki ogrodowe (Xerochrysum bracteatum (Vent.) Tzvelev) – gatunek rośliny z rodziny astrowatych. Pochodzi z południowo-wschodniej Australii. W wielu krajach świata jest uprawiany jako roślina ozdobna i w wielu dziczeje. 

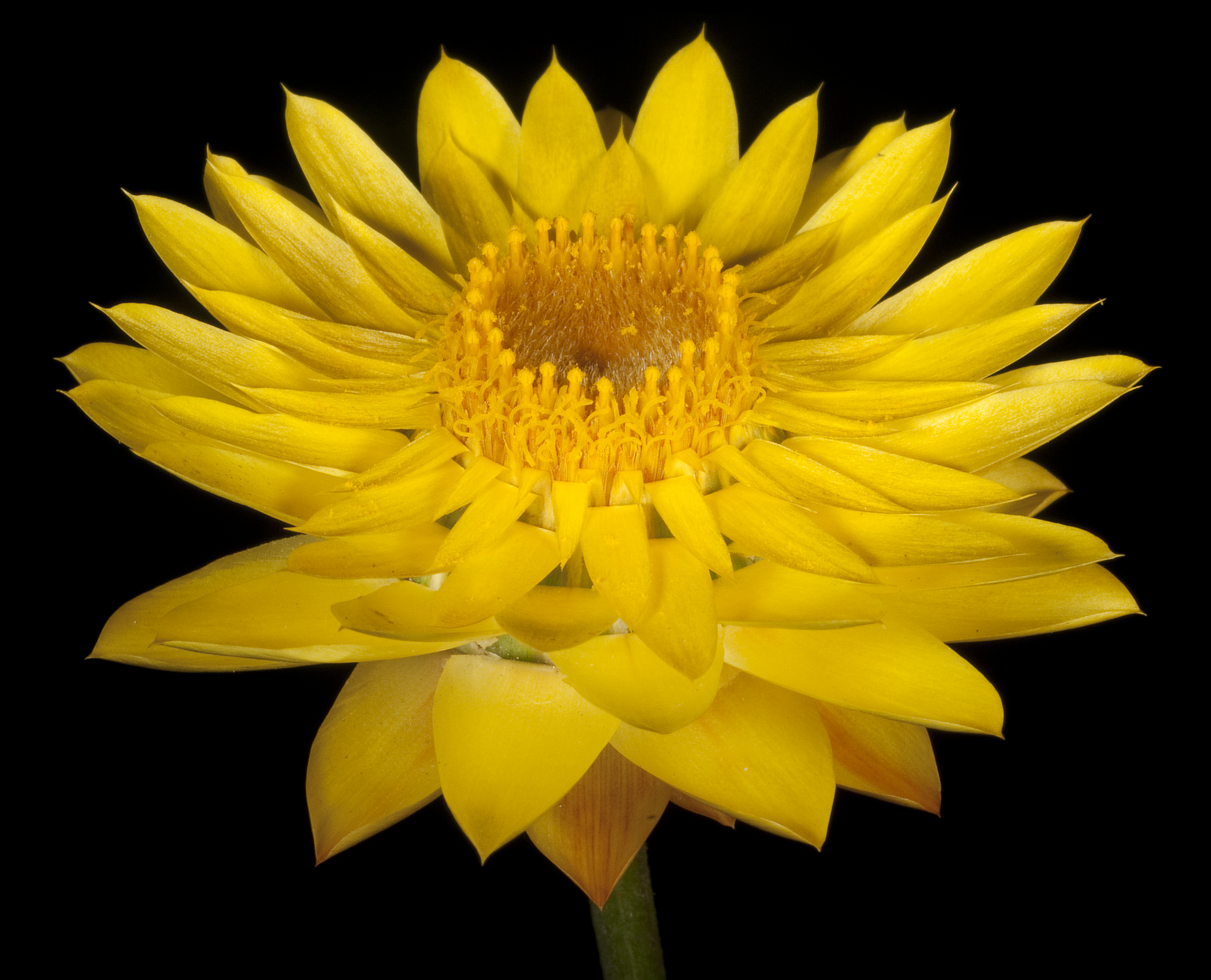
Kwiatostan

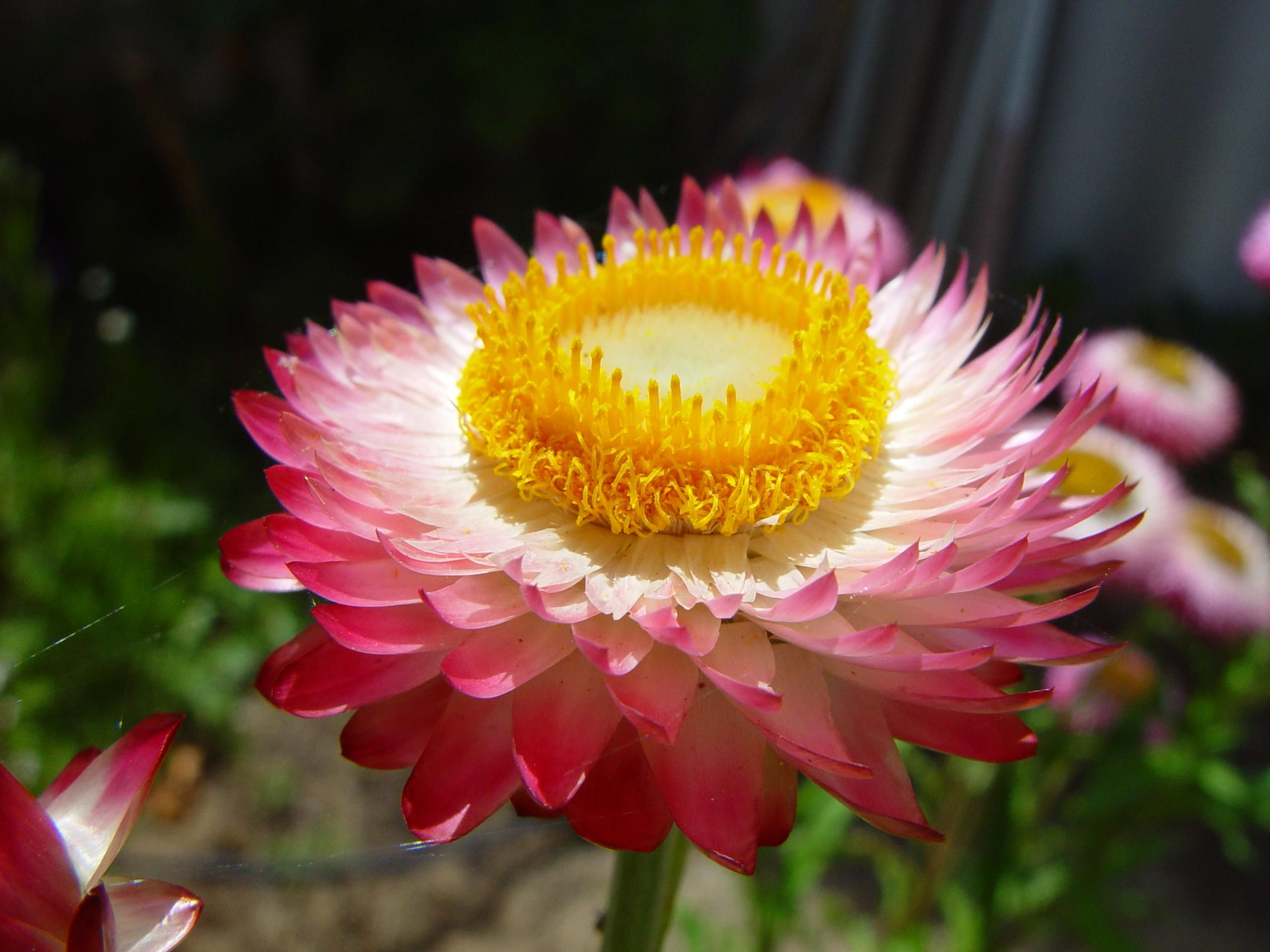
Kwiatostan odmiany uprawnej

## Morfologia
ŁodygaProsta, wzniesiona, pusta wewnątrz, o wysokości do 1 m.
KwiatyZebrane w spore koszyczki złotożółtej barwy i średnicy do 5 cm. Okrywa kwiatostanu jest zbudowana z dosyć sztywnych, barwnych łusek. Łuski pod wpływem wilgoci wyginają się do wewnątrz okrywając kwiatostan. Jest to przykład ruchu higroskopowego.

## Zastosowanie i uprawa
Jednoroczna roślina ozdobna uprawiana na rabatach. Szczególnie nadaje się na suche bukiety, gdyż po wysuszeniu długo zachowuje świeże kolory. Wymaga słonecznego stanowiska i przepuszczalnej gleby. Rozmnaża się przez nasiona. Obecnie występuje wiele kultywarów. Już w połowie XIX wieku ogrodnicy wyhodowali wiele kultywarów o większych koszyczkach niż u typowej formy, w kolorach różowych, brązowo-czerwonych, żółtych, purpurowych. Kultywary te są równocześnie bardziej żywotne. 